# Taperus bimaculatus
Taperus bimaculatus är en insektsart som beskrevs av Cai och Shen 1997. Taperus bimaculatus ingår i släktet Taperus och familjen dvärgstritar. Inga underarter finns listade i Catalogue of Life.